# Кристиания (тауншип, Миннесота)
Кристиания (англ. Christiania) — тауншип в округе Джексон, Миннесота, США. На 2000 год его население составило 331 человек.

## География
По данным Бюро переписи населения США площадь тауншипа составляет 93,8 км², из которых 91,8 км² занимает суша, а 2,0 км² — вода (2,18 %).

## Демография
По данным переписи населения 2000 года здесь находились 331 человек, 128 домохозяйств и 98 семей.  Плотность населения —  3,6 чел./км².  На территории тауншипа расположено 190 построек со средней плотностью 2,1 построек на один квадратный километр. Расовый состав населения: 97,58 % белых, 1,51 % — других рас США и 0,91 % приходится на две или более других рас. Испанцы или латиноамериканцы любой расы составляли 1,51 % от популяции тауншипа.
Из 128 домохозяйств в 29,7 % воспитывались дети до 18 лет, в 70,3 % проживали супружеские пары, в 3,9 % проживали незамужние женщины и в 22,7 % домохозяйств проживали несемейные люди. 22,7 % домохозяйств состояли из одного человека, при том 4,7 % из — одиноких пожилых людей старше 65 лет. Средний размер домохозяйства — 2,59, а семьи — 3,00 человека.
26,6 % населения — младше 18 лет, 5,4 % — в возрасте от 18 до 24 лет, 23,9 % — от 25 до 44, 31,4 % — от 45 до 64, и 12,7 % — старше 65 лет. Средний возраст — 43 года. На каждые 100 женщин приходилось 119,2 мужчин.  На каждые 100 женщин старше 18 приходилось 115,0 мужчин.
Средний годовой доход домохозяйства составлял 41 172 доллара, а средний годовой доход семьи —  48 125 долларов. Средний доход мужчин —  32 500  долларов, в то время как у женщин — 18 906. Доход на душу населения составил 19 565 долларов. За чертой бедности находились 1,9 % семей и 1,7 % всего населения тауншипа, из которых 3,9 % старше 65 лет.